# 威利·阿普尔加思
威利·阿普尔加思（英語：Willie Applegarth，1890年5月11日—1958年12月5日），英国男子田径运动员，主攻短跑。他曾代表英国参加1912年夏季奥林匹克运动会田径比赛，获得一枚金牌和一枚铜牌。